# Mixtec jezici
Mixtec jezici, ogranak mikstečkih jezika iz Meksika koji zajedno s jezicima cuicatec čine širu skupinu mixtec-cuicatec. Predstavljaju je (52) jezika, to su: 
- Mixtec, Alacatlatzala ili highland guerrero mixtec, mixteco de alacatlatzala, to’on savi [mim], 22.200 (2000), istočni Guerrero.
- Mixtec, Alcozauca ili mixteco de alocozauca, mixteco de xochapa [xta], 10.000 (1994 SIL). Guerrero
- Mixtec, Amoltepec ili mixteco de amoltepec, western sola de vega mixtec [mbz], 10.000 (2007 SIL).
- Mixtec, Apasco-Apoala ili apasco mixtec, apoala mixtec, mixteco de santiago apoala, northern nochixtlán mixtec[mip], 7.870 (1990 popis)
- Mixtec, Atatláhuca ili mixteco de san esteban atatláhuca, south central tlaxiaco mixtec [mib], 8.300 (1995 popis).
- Mixtec, Ayutla ili coastal guerrero mixtec, mixteco de ayutla [miy], 8.500 (1990 popis).
- Mixtec, Cacaloxtepec ili huajuapan mixtec, mixteco de cacaloxtepec [miu], 850 (1990 popis).
- Mixtec, Chayuco ili eastern jamiltepec-chayuco mixtec, mixteco de chayucu [mih], 30.000 (1977 SIL).
- Mixtec, Chazumba ili mixteco de chazumba, northern oaxaca mixtec [xtb], 2.480 (1995 popis).
- Mixtec, Chigmecatitlán ili central puebla mixtec, mixteco de santa maría chigmecatitlán [mii], 1.600 (1990 popis).
- Mixtec, Coatzospan ili mixteco de san juan coatzospan, teotitlán mixtec [miz], 5.000 (1994 SIL).
- Mixtec, Cuyamecalco il cuicatlán mixtec, mixteco de cuyamecalco [xtu], 2.600 (1994 SIL).
- Mixtec, Diuxi-Tilantongo ili central nochistlán mixtec, mixteco de diuxi-tilantongo [xtd], 4.220 (2000),
- Mixtec, Huitepec ili mixteco de huitepec, mixteco de san antonio huitepec, mixteco de zaachila[mxs], 4.000 (1990 popis)
- Mixtec, Itundujia ili eastern putla mixtec, mixteco de santa cruz itundujia [mce], 1.080 (1990 popis).
- Mixtec, Ixtayutla ili mixteco de santiago ixtayutla, northeastern jamiltepec mixtec [vmj], 5.500 (2005).
- Mixtec, Jamiltepec ili eastern jamiltepec-san cristobal mixtec, mixteco de jamiltepec [mxt], 10,000 (1983 SIL).
- Mixtec, Juxtlahuaca ili central juxtlahuaca mixtec, mixteco de juxtlahuaca [vmc], 16.000 (1990 popis).
- Mixtec, Magdalena Peñasco [xtm], 7.350 (2005 popis).
- Mixtec, Metlatónoc ili mixteco de san rafael [mxv], 46.600 (2000).
- Mixtec, Mitlatongo ili mixteco de mitlatongo [vmm], 1.800 (1994 SIL).
- Mixtec, Mixtepec ili eastern juxtlahuaca mixtec, mixteco de san juan mixtepec [mix], 9.000 (2000 popis).
- Mixtec, Sjeverni Tlaxiaco ili mixteco de san juan ñumí, ñumí mixtec [xtn], 14.000 (1990 popis).
- Mixtec, Sjeverozapadni Oaxaca ili mixteco de yucuná, mixteco del noroeste de oaxaca [mxa], 2.500 (1990 popis).
- Mixtec, Ocotepec ili mixteco de santo tomás ocotepec, ocotepec mixtec [mie], 6.500 (1982 SIL).
- Mixtec, Peñoles ili eastern mixtec, mixteco de san mateo tepantepec[mil], 13.400 in Mexico (2000).
- Mixtec, Pinotepa Nacional ili coastal mixtec, lowland jicaltepec mixtec, mixteco de pinotepa nacional, western jamiltepec mixtec[mio], 20.000 (1990 popis).
- Mixtec, San Juan Colorado ili mixteco de san juan colorado [mjc], 13.500 (1990 popis)
- Mixtec, San Juan Teita ili teita mixtec [xtj], 570 (2002).
- Mixtec, San Miguel el Grande [mig], 14.500 (1990 popis).
- Mixtec, San Miguel Piedras [xtp], 450 (1990 popis).
- Mixtec, Santa Lucía Monteverde [mdv], 4.000 (2001 J. Williams).
- Mixtec, Santa María Zacatepec ili mixteco de santa maría zacatepec, southern putla mixtec, “tacuate”, tu’un va’a, zacatepec mixtec[mza], 6.000 (1992 SIL).
- Mixtec, Silacayoapan [mks], 18.700 (2000).
- Mixtec, Sindihui [xts], 140 (1990 popis).
- Mixtec, Sinicahua ili mixteco de san antonio sinicahua [xti], 1.300 (1990 popis).
- Mixtec, Jugoistočni Nochixtlán ili mixteco de nuxaá, mixteco de santo domingo nuxaá, mixteco del sureste de nochixtlán [mxy], 7.000 (1990 popis)
- Mixtec, Južni Puebla ili acatlán mixtec, mixteco del sur de puebla [mit], 1.330 (1990 popis).
- Mixtec, Jugozapadni Tlaxiaco ili mixteco de santiago nuyoo, nuyoo mixtec, southeastern ocotepec mixtec [meh], 7.340 (2000 popis).
- Mixtec, Soyaltepec il mixteco de san bartolo soyaltepec [vmq], 320 (1990 popis).
- Mixtec, Tacahua ili mixteco de santa cruz tacahua [xtt], 580 (1990 popis).
- Mixtec, Tamazola ili mixteco de san juan tamazola [vmx], 2.500 (1990 popis).
- Mixtec, Tezoatlán ili mixteco de tezoatlán de segura y luna [mxb], 6.200 (1990 popis).
- Mixtec, Tidaá ili mixteco de tidaá, north central nochixtlán mixtec [mtx], 550 (1990 popis).
- Mixtec, Tijaltepec ili mixteco de san pablo tijaltepec [xtl], 3.560 (2000).
- Mixtec, Tlazoyaltepec ili mixteco de santiago tlazoyaltepec [mqh], broj nepoznat
- Mixtec, Tututepec ili mixteco de san pedro tututepec [mtu], 820 (1990 popis).
- Mixtec, Zapadni Juxtlahuaca ili coicoyán mixtec, mixteco del oeste de juxtlahuaca [jmx], 25.000 (1992 SIL).
- Mixtec, Yoloxóchitl [xty], 2.540 (1994 SIL).
- Mixtec, Yosondúa ili mixteco de santiago yosondúa, southern tlaxiaco mixtec [mpm], 5.000 (1990 popis).
- Mixtec, Yucuañe ili mixteco de san bartolomé yucuañe [mvg], 520 (2000 popis)
- Mixtec, Yutanduchi ili mixteco de yutanduchi, southern nochixtlan mixtec [mab].1.800 (1990 popis).

## Vanjske poveznice
- Ethnologue (14th)
- Ethnologue (15th)